# La jumpa
«La jumpa» es una canción de hip house del cantante estadounidense Arcángel y el cantante puertorriqueño Bad Bunny, del quinto álbum de estudio del primero, Sr. Santos (2022). Fue lanzado originalmente el 30 de noviembre de 2022 por Rimas Entertainment y Flow Factory. Fue escrita por los artistas mencionados y producida por MAG y Julia Lewis.

## Desempeño comercial
«La Jumpa» debutó en el puesto número 68 en el Billboard Hot 100 de Estados Unidos, con fecha del 17 de diciembre de 2022. Además, alcanzó el puesto número 3 en el Hot Latin Songs y alcanzó el puesto número 8 en el Billboard Global 200.

## Visualizador de audio
Un visualizador de la canción se subió a YouTube el 30 de noviembre de 2022. Presenta a Arcángel en medio de una videollamada con Bad Bunny.

## Videoclip
El 2 de febrero de 2023 se lanzó el videoclip de la canción, donde se muestran extractos del concierto que ambos artistas realizaron en el techo de una gasolinera. El video finaliza con una recopilación de fragmentos de los videoclips de anteriores colaboraciones entre los artistas, «Tú no vive así» y «Me acostumbré».

## Posicionamiento en listas
| Lista                             | Mejor posición |
| --------------------------------- | -------------- |
| Argentina Hot 100 (Billboard)     | 27             |
| Bolivia (Monitor Latino)          | 14             |
| Bolivia Songs (Billboard)         | 4              |
| Centroamérica (Monitor Latino)    | 4              |
| Chile (Monitor Latino)            | 18             |
| Chile Songs (Billboard)           | 2              |
| Colombia (Monitor Latino)         | 7              |
| Colombia Songs (Billboard)        | 3              |
| Costa Rica (Monitor Latino)       | 13             |
| Ecuador Songs (Billboard)         | 2              |
| Ecuador Urbano (Monitor Latino)   | 8              |
| El Salvador (Monitor Latino)      | 13             |
| España (Promusicae)               | 1              |
| E.E. U.U. (Billboard Hot 100)     | 68             |
| E.E. U.U. (Hot Latin Songs)       | 3              |
| E.E. U.U. (Latin Rhythm Airplay)  | 20             |
| Global 200 (Billboard)            | 15             |
| Guatemala (Monitor Latino)        | 12             |
| Honduras (Monitor Latino)         | 1              |
| Mexico Songs (Billboard)          | 2              |
| Nicaragua (Monitor Latino)        | 1              |
| Panamá Urbano (Monitor Latino)    | 12             |
| Paraguay Urbano (Monitor Latino)  | 9              |
| Perú (Monitor Latino)             | 4              |
| Peru Songs (Billboard)            | 3              |
| Portugal (AFP)                    | 107            |
| Venezuela Urbano (Monitor Latino) | 18             |

## Certificaciones
| Región              | Certification | Unidades/ventas certificadas |
| ------------------- | ------------- | ---------------------------- |
| España (Promusicae) | 4× Platino    | 240 000                      |